# Programa Voskhod

Diagrama das naves espaciais Voskhod 1 e 2.

O foguete Voskhod.

Voskhod (em russo: Восход Amanhecer) foi um programa de missões espaciais da União Soviética, com o objetivo de colocar cápsulas com mais de um cosmonauta na órbita terrestre, como resposta ao Projeto Gemini norte-americano. Devido a essa competição, as naves desse projeto foram construídas por adaptação das naves Vostok. A principal diferença é que as Voskhod eram capazes de transportar até três tripulantes. Houve também modificações para a prolongação da permanência no espaço e um túnel especial para a saída da nave para um passeio no espaço. 
Esse programa, consistia não só das naves, mas também dos veículos lançadores associados. Estes veículos lançadores foram identificados com o mesmo nome: Voskhod.
A missão Voskhod 1 foi lançada no dia 12 de outubro de 1964, sendo a primeira a levar mais do que um homem para o espaço: Boris Egorov, Vladimir Komarov e Konstantin Feoktistov. A nave completou 16 voltas à Terra num período de 24h 17min. 
A missão seguinte, Voskhod 2, enviada ao espaço em 18 de março de 1965, foi a primeira em que o homem saiu para o espaço fora da nave. Aleksei Leonov foi o cosmonauta a realizar tal feito, apesar de quase ter morrido. O passeio espacial durou 21min 41s. Junto com Leonov, também estava o cosmonauta Pavel Belja'ev. No retorno à Terra, uma falha no retrofoguete de reentrada fez com que eles aterrissassem a mais de 3 mil quilómetros do local previsto.
Propagandeado em todo mundo como um grande sucesso, na verdade, o programa Voskhod acabou sendo cancelado já na segunda missão tripulada. Para piorar a situação, os EUA passaram à frente da União Soviética na corrida espacial, com o Projeto Gemini, que possuía uma espaçonave melhor e um programa de voos mais consistente.
Os voos do programa Voskhod, com suas datas de lançamento, foram:
- Cosmos 47 - 6 de outubro de 1964 - Voo não tripulado para teste da nave.
- Voskhod 1 - 12 de outubro de 1964 - Primeiro voo espacial com mais de um tripulante.
- Cosmos 57 - 22 de fevereiro de 1965 - Teste de voo não tripulado, destruído antes do retorno à Terra.
- Voskhod 2 - 18 de março de 1965 -  Primeira atividade extra-veicular.
- Cosmos 110 - 22 de fevereiro de 1966 - Teste de voo de longa-duração (22 dias) com dois cães.

## Voskhod 5
A Voskhod 5 seria uma nave espacial da antiga União Soviética, a ser lançada em fins de 1966. Esta missão seria a primeira a levar duas mulheres ao espaço. Contudo, o voo terminou cancelado, nunca tendo sido realizado.

### História
A primeira mulher a voar ao espaço foi a soviética Valentina Tereshkova, em 1963. Ela havia sido escolhida para o cargo de cosmonauta em 1962, juntamente com outras quatro mulheres: Tatyana Kuznetsova, Valentina Ponomaryova, Irina Soloviyova e Zhanna Yorkina. Tereshkova subiu ao espaço a bordo de uma nave Vostok, capaz de levar apenas um tripulante.
Em 1964 teve início o programa de naves do tipo Voskhod, com veículos capazes de conduzir até três tripulantes. As duas primeiras naves realizaram voos praticamente satisfatórios e foram planejadas outras missões, entre elas a Voskhod 5.
Para tripular esta missão foram escolhidas as cosmonautas Ponomaryova, como comandante, e Soloviyova, como co-piloto. Kuznetsova e Yorkina, respetivamente, ocupariam o posto de comandante e co-piloto reserva. A missão foi planejada pelo projetista-chefe do programa espacial soviético, Sergei Korolev, e traria uma série de recordes, o que era do agrado dos dirigentes do programa e do governo comunista. A missão seria a primeira a levar ao espaço duas mulheres. Além disso, a nave permaneceria no espaço por dez dias, de modo que as duas tripulantes estabeleceriam um recorde feminino de permanência em órbita terrestre. Por fim, o mais importante é que, durante o voo, Soloviyova sairia ao espaço exterior, tornando-se assim a primeira mulher a realizar um passeio espacial.
Entretanto, em janeiro de 1966 Korolev faleceu durante uma intervenção cirúrgica para a retirada de um tumor hemorrágico em seu intestino. As missões seguintes, por ele planejadas, foram todas canceladas, nunca sendo realizadas. Desta forma, a missão Voskhod 5, juntamente com outros voos da série, jamais foi realizada. Por conta disso, Ponomaryova e Soloviyova retiraram-se do programa espacial de seu país, em 1969, sem nunca terem ido ao espaço.
Voos de teste: Cosmos 47 | Cosmos 57 | Cosmos 110

Voos tripulados: Voskhod 1 | Voskhod 2